# Placide Tempels
Placide Frans Tempels, född 18 februari 1906 i Berlaar, död 9 oktober 1977 i Hasselt, var en belgisk missionär. 
Tempels blev berömd för sin skrift La philosophie bantoue ("Bantu-filosofi") från 1945, och trots att han varken var afrikan eller filosof så skulle han utöva stort inflytande på den afrikanska filosofin. Hans infallsvinkel har senare kommit att kallas "etnofilosofi" och har bl.a. kritiserats av Paulin J. Hountondji, Aimé Césaire, Kwame Anthony Appiah, Kwasi Wiredu och Peter Bodunrin. Många andra ställde, helt eller delvis, upp på Tempels idéer, däribland Alexis Kagame.
Med det numera diskrediterade begreppet "Bantu" åsyftade Tempels i stort sett Afrika söder om Sahara. I sin bok menade han att bantufilosofin definierar "varat" som "kraft", vilket innebär att något som är inte innehar en viss kraft, utan det varande är kraft i sig självt. Detta ses i kontrast till den västerländska synen där varat karakteriseras av en samling statiska attribut.